# Vlag van Hijlaard

Vlag van Hijlaard

De vlag van Hijlaard is de dorpsvlag van het Nederlandse dorp Hijlaard, in de Friese gemeente Leeuwarden. De vlag werd in 1999 aangenomen en in 2001 geregistreerd. Het ontwerp van de vlag is van de hand van J.C. Terluin en R.J. Broersma.

## Beschrijving
De beschrijving van de vlag is als volgt:
Geel met een rode klokgevel, staande op de broekzijde en aansluitend op de boven- en onderzijde van de vlag, waarvan de deellijn begint op 1/5 vlaglengte en waarvan de top ligt op 3/5 vlaglengte; de klokgevel verlengd met een blauwe baan van 2/15 vlaglengte; het rood belegd met een gele lelie van 1/2 vlaghoogte.
De kleuren zijn afkomstig van het dorpswapen.

## Symboliek
- Klokvormige deling: verwijst naar de gevel van de toren van de plaatselijke Johannes de Doperkerk.[3]
- Fleurs de lis: ontleend aan de wapens van de geslachten Van Aylva en Van Mockema die de Tjessinga State in het dorp bewoond hebben.[3]
- Blauwe baan: staat voor de Hijlaardervaart, een belangrijke verbinding met de buitenwereld.[3]

## Zie ook

Wapen van Hijlaard